# Termijnmarkt

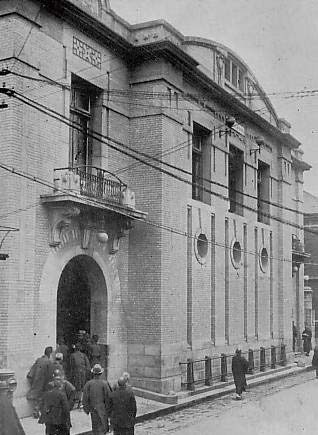
Het gebouw van de Dōjima Rice Exchange (ca. 1930)

Een termijnmarkt is een centrale financiële beurs waar mensen kunnen handelen in gestandaardiseerde futures. Dit is een overeenkomst om een bepaalde hoeveelheid commodities of effecten, te kopen of te verkopen, tegen een vooraf gespecificeerde prijs met een vastgestelde levering op een vooraf bepaald tijdstip in de toekomst. 
Dit type contracten valt in de categorie van de derivaten. Dergelijke instrumenten worden geprijsd op basis van de beweging in de prijzen van de onderliggende activa (effecten, indexen, grondstoffen, landbouwproducten, etc.). De hiervoor genoemde categorie wordt "derivaten" (derivatives, Engels voor "afgeleiden") genoemd, omdat de waarde van deze instrumenten afgeleid wordt van een andere klasse van activa. 
De eerste officiële termijnmarkt werd in 1697 opgericht. Het was de Dōjima Rice Exchange gevestigd in Osaka (Japan). Hier werden termijncontracten in rijst verhandeld tot aan het begin van de Tweede Wereldoorlog.
Euronext en de CME Group hebben als onderdeel van de activiteiten een termijnmarkt.
De tegenhanger is de contante markt of spotmarkt, waar in dezelfde onderliggende activa gehandeld kan worden maar waarbij "direct" (in de praktijk binnen ongeveer 2 werkdagen) de activa geleverd worden tegen betaling.